# 华氏马先蒿
华氏马先蒿（学名：Pedicularis wardii）是列当科马先蒿属的植物，为中国的特有植物。分布在中国大陆的西藏等地，生长于海拔3,000米的地区，多生在冷杉林下，目前尚未由人工引种栽培。